# Тайнсайд
Тайнсайд (англ. Tyneside) — агломерація в Північно-Східній Англії, яка включає в себе низку поселень на березі річки Тайн. Відповідно до визначення Національного бюро статистики, агломерація складається з міста-ядра Ньюкасла-на-Тайні та низки інших міст: Ґейтсгед, Тайнмут, Волсенд, Саут-Шилдс і Джарроу. Населення конурбації за переписом 2011 року було 774 891 особа. Найбільша міська агломерація регіону Північно-Східна Англія.
Тайнсайд історична частина графства Нортумберленд і графства Дарем. На сьогоднішній день вона складається з чотирьох адміністративних округів: місто Ньюкасл-на-Тайні та міські округи Ґейтсгед, Північний Тайнсайд і Південний Тайнсайд. За даними оцінок чисельності населення ONS у 2013 населення агломерації у межах чотирьох округів було 832 469 осіб.
Тайнсайд є 7-ю за величиною агломерацією в Англії, тут проживає понад 80 відсотків населення графства Тайн-енд-Вір. Два інші великі поселення у графстві Тайн-енд-Вір — Сандерленд і Вашингтон — утворюють окрему конурбацію Вірсайд.

## Населення
Поселення що входили до міської агломерації Тайнсайд під час перепису 2011 року:
- Блейдон-на-Тайні
- Вікгем
- Вітлі Бей
- Волсенд
- Геббурн
- Ґейтсгед
- Джароу
- Клідон
- Лонгбентон
- Ньюборн
- Ньюкасл-на-Тайні
- Райтон
- Санісайд
- Саус-Шилдс
- Троклі
- Тайнмот

Найбільші поселення міської агломерації Тайнсайд.
| Основні частини  | Населення за переписом 2011 | Населення за переписом 2001 |
| ---------------- | --------------------------- | --------------------------- |
| Ньюкасл-на-Тайні | ▲ 280,177                   | 259,000                     |
| Ґейтсгед         | ▲ 120,046                   | 78,403                      |
| Саус-Шилдс       | ▼ 75,337                    | 82,854                      |
| Тайнмот          | ▲ 67,519                    | 17,056                      |
| Волсенд          | ▲ 43,826                    | 42,843                      |
| Джароу           | ▲ 43,431                    | 27,525                      |

Міста Ґейтсгед, Тайнмот і Джароу змінили межі, тому вони мають великий приріст населення.

## Джорді
Мешканців Тайнсайду називають «Джордіс» за їхні відмінні акцент і діалект.
Ця назва можливо походить від місцевої зменшувальної форми імені «Джордж», тому що місцеві шахтарі використовували безпечні шахтні лампи Джорджа Стефенсона (винайдена в 1815 році та називається «Лампа Джорджі»), а не лампи Деві, як інші. Альтернативна версія говорить, що під час повстань Якобітів 1715 і 1745 рр. мешканці Тайнсайду заявили про свою вірність королям Великої Британії Ганноверської династії Джорджу I та Джорджу II, у той час як інша (північна) частина графства Нортумберленд, лишилися вірними принцові Джеймсу Френціс Едвард Стюарт.
Зауважте, що термін «Джорді» спочатку вживався до шахтарів у графстві Дарем і тільки пізніше став асоціюватися з Ньюкаслом і Тайнсайдом.

## Видобуток вугілля
Вперше вугілля почали видобувати в Тайнсайді з поверхневих швів близько 1200 років, але є деякі докази з творів Беди, що, можливо, ще в 800 р. н. е.

## Сталь та кораблебудування

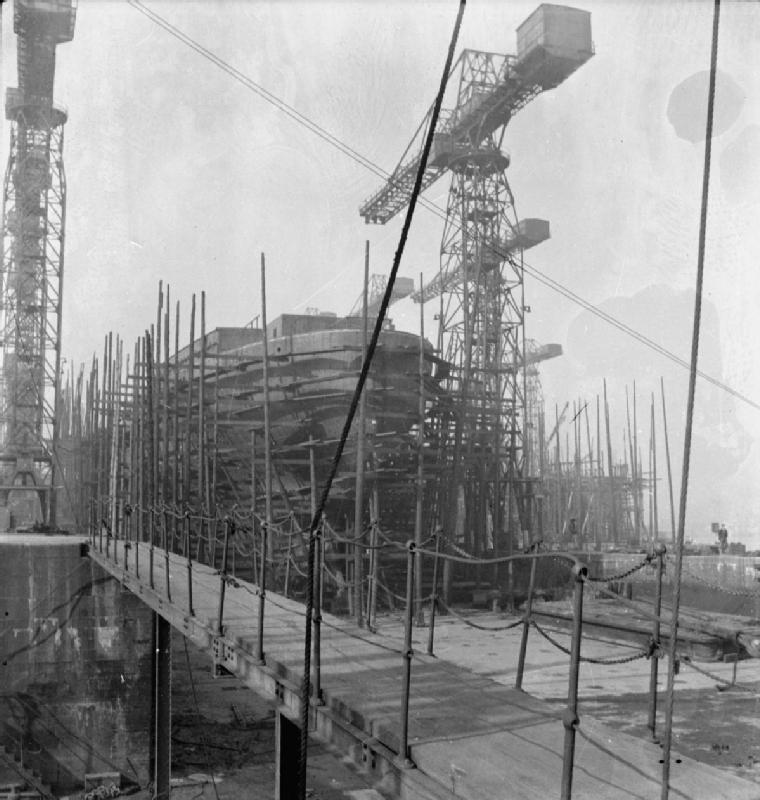
корабельня Тайнсайду під час Другої світової війни

Розвиток металургійної промисловості у долині річки Дервент (притоки річки Тайн) у графстві Дарем, почався приблизно з 1600 року. Започаткували її німецькі іммігранти, виробників мечів, ймовірно зі Золінгена, які бігли від релігійних переслідувань у себе вдома й оселилися в селі Шотл Бридж, що недалеко від м. Консет.
Поєднання вугільної та металургійної промисловості в області стало каталізатором для подальшого великого промислового розвитку в 19 столітті, у тому числі у кораблебудівній промисловості.
На вершині свого розвитку, корабельні Тайнсайду були одними з найбільших центрів кораблебудування у світі. Тут був побудований цілий флот для Японії в першому десятилітті 20-го століття.
На сьогодні ще працюють корабельні у Волсенді.

## Професійне веслування на Тайні
З початку 19-го століття був звичай проводити змагання з веслування на Тайні. У часи, доки футбол не став масовим видом спорту, гонки на річці були надзвичайно популярні, з десятками тисяч відвідувачів.
Переможці змагань на річці Тайн часто кидали виклик відповідним чемпіонам зі змагань на річці Темза, і перегони проводили на одній з двох річок.
Суперництво між веслувальниками з річок Тайн і Темза було дуже гострим, а веслярі, що відстоювали честь Тайну, ставали місцевими героями. Три таких веслярі стали загальновідомі на північному сході: Гарі Класпер, Роберт Чемберс і Джеймс Ренфорт. Популярність всіх трьох була така, що, коли вони померли, на похорони збиралися багато тисяч людей.
Наприкінці 19-го століття почався поступовий занепад веслування на Тайні та зрештою веслування вимерло повністю.